# Mühlbachtunnel
Der Mühlbachtunnel ist ein 1.697 m langer Eisenbahntunnel der Schnellfahrstrecke Hannover–Würzburg, zwischen Fulda und Kassel. Er liegt auf dem Gebiet der hessischen Gemeinde Neuenstein.

## Verlauf
Das Bauwerk liegt zwischen den Streckenkilometern 189,830 und 191,527.
Die Trasse liegt im Bereich des Nordportals zunächst in einem Übergangsbogen, der Richtung Süden in eine Linkskurve von 7.000 m Radius übergeht. Nach einer 427 m langen Geraden folgt ein weiterer Übergangsbogen, der in eine Rechtskurve von 10.000 m Radius mündet, in der auch das Südportal liegt. Die Gradiente fällt zum Südportal hin durchgängig mit 12,5 Promille. Am Nordportal liegt die Schienenoberkante auf einer Höhe von 346,75 m ü. NN, am Südportal von 325,539 m. Die Überdeckung (Bergfirst) liegt bei bis zu 88 m. Südlich des Tunnels schließt sich, nach einem kurzen Abschnitt offener Linienführung, der Schmittebergtunnel gefolgt von der Geisbach-Talbrücke an.
Die nach dem Verzeichnis der örtlich zulässigen Geschwindigkeiten (VzG) zulässige Geschwindigkeit im Bereich des Bauwerks liegt bei 280 km/h. Aufgrund von Restriktionen durch das Tunnelbegegnungsverbot sind tatsächlich nur 250 km/h zugelassen.

### Geologie
Der Tunnel durchörtert ausschließlich Gesteine der Gelnhausen-Folge des Unteren Buntsandsteins.

## Geschichte

### Planung
Das Bauwerk war Anfang 1984 mit einer Länge von 1583 m geplant. Die Kosten wurden mit 48,4 Millionen DM kalkuliert. Die Bauausführung sollte zwischen September 1984 und September 1988 erfolgen.
In der Planungs- und Bauphase lag der Tunnel im Planungsabschnitt 14 des Mittelabschnitts der Neubaustrecke.

### Bau
Der Tunnel war als Los 2 als eines von sieben Losen des Bauvorhabens Hainrode-Süd, das die Baukilometer 171,670 bis 177,006 umfasste. Zu den weiteren Teilabschnitten dieses Bauvorhabens zählte der südliche Abschnitt des Hainrodetunnels und der 291 m lange Schmittebergtunnel. Der Bauabschnitt wurde im Juli 1984 ausgeschrieben und am 29. Oktober 1984 für eine Auftragssumme von 108.353.000 DM (netto, ohne Umsatzsteuer; rund 55,4 Millionen Euro; Preisstand: 1984) vergeben.
Der Bau begann am 1. Februar 1985, der Vortrieb begann am 1. März gleichen Jahres. Die Kalotte wurde am 16. Februar 1986 durchgeschlagen, die Strosse am 1. März 1986 durchgeschlagen. Am 20. Dezember 1988 wurden die Bauarbeiten abgeschlossen. Die Tunnelpatenschaft hatte Inge Bannas übernommen.
Die 1.697 m lange Röhre (gemessen wurde der Abstand zwischen den beiden Portalfußpunkten) wurde auf 1.526 m Länge im bergmännischen Vortrieb in Neuer Österreichischer Tunnelbauweise errichtet. 171 m entstanden in offener Bauweise. Der Tunnel wurde vom Südportal und einem Zwischenangriff in nördlicher Richtung aufgefahren.
Infolge geologischer Probleme und der teilweise geringen Überdeckung wurde die Röhre gegenüber der ursprünglichen Planung um 118 m nach Süden verlängert. (Die ursprünglich geplante Hangsicherung von bis zu 18 m Höhe stellte sich als nicht ausreichend heraus). Letztlich folgte einem 14,8 m langen Abschnitt am Nordportal (Km 174.919,9 bis 174.934,7) ein bergmännischer Vortrieb auf 1.262,2 m Länge. Einem 55,0 m langen Abschnitt in offener Bauweise am Zwischenangriff (bis Km 176.251,9) folgt ein weiterer bergmännischer Vortrieb von 161,1 m Länge. Auf weiteren 108,4 m kam eine Deckelbauweise zur Anwendung. Die übrigen 95,5 m, einschließlich des Südportals, wurden in offener Bauweise errichtet.
Der Ausbruchsquerschnitt lag bei bis zu 146 m², der Nutzquerschnitt zwischen 81 und 96 m². Die maximale Ausbruchshöhe (Sohle–Scheitel) lag bei 11,60 m. Insgesamt wurden 206.572 m³ Fels ausgebrochen, für die Voreinschnitte wurden 102.156 m³ Material abgetragen. Die Überschussmassen wurden, zusammen mit den Massen des Hainrode-Süd- und des Schmittebergtunnels, auf der Deponie Urbachtal deponiert. Während der Bauphase fielen bis zu 5 l Tunnelwasser je Sekunde an.
Für das Außengewölbe wurden 36.470 m³ Spritzbeton eingesetzt, für das Innen- und Sohlgewölbe 36.470 m³ Beton. Insgesamt 3.470 t Stahl wurden für die Bewehrung aufgewendet.
Mit der Errichtung beauftragt war die ARGE Hainrode-Tunnel-Süd, die – mit wechselnder Zusammensetzung – zwischen 1982 und 1989 insgesamt neun Tunnel mit einer Gesamtlänge von 9.864 m im Mittel- und Südabschnitt der Neubaustrecke realisierte.

## Quelle
- Arbeitsgemeinschaft »Tunnel Hainrode-Süd, Mühlbach und Schmitteberg«: Tunnelbauten. Vortrieb, Ausbau, Ausstattung und Kosten. Frohnweiler Druck-Gesellschaft, Innsbruck, 1989, S. 3–8, 24–26, 43.